# ネオジオカップ'98プラス
ネオジオカップ'98プラス（英語: Neo Geo Cup '98 Plus Color）は、エス・エヌ・ケイが発売したネオジオポケットのサッカーゲーム。1999年に発売され、エス・エヌ・ケイのサッカーゲームとしては最後の作品となった。

## ゲームの特徴
1人用モードとしてはエキシビションマッチとストーリーモードがあり、ストーリーモードでは、ショップで買い物をする事によって、自分のチームの能力を強化する事ができる。2人用モードは、お互いのネオジオポケット（ネオジオポケットカラーも対応）を接続して、対戦することによってプレーが可能。
ネオジオカップ'98 〜THE ROAD TO THE VICTORY〜の続編であるが、ゲームシステムはかなり異なっている。

## 出場チーム
全部で16チームから選択可能。他の得点王シリーズとは違い、地域ごとには分かれていない。尚、各チームとも独自のフォーメーションを持っている。
16チームの内容は以下の通り。
 イングランド,  オランダ， ドイツ, ユーゴスラビア， クロアチア， イタリア,  スペイン,  フランス,  ナイジェリア,  カメルーン,  韓国， 日本,  アメリカ合衆国,  メキシコ,  ブラジル,  アルゼンチン